# Siparuna echinata
Siparuna echinata là một loài thực vật có hoa trong họ Siparunaceae. Loài này được (Kunth) A. DC. miêu tả khoa học đầu tiên năm 1868.